# Cumberland (Géorgie)
Pour les articles homonymes, voir Cumberland.
Cumberland est une ville de la région métropolitaine d'Atlanta dans le comté de Cobb en Géorgie aux États-Unis, à environ 16 km du centre d'Atlanta.
Sa  population était de 103 000 habitants en 2007.